# Песочня (Малоярославецкий район)
Песочня— деревня в Малоярославецком муниципальном районе Калужской области. Входит в сельское поселение «Деревня Рябцево».

## География
Расположена на берегу безымянной реки, ранее называемой Песочня, притоке Путынки. 
Подобные названия давались из-за песчаных берегов
Рядом — Рябцево, Костиково Дзержинского района.

## История
В 1782 году —  сельцо Песочня Малоярославецкого уезда, с прудом, владеют Гаврила Фёдорович Жохов, Василий Александрович Сверков, Яков Григорьевич Ларионов.    
В 1891 году — входила в Бабичевскую волость Малоярославецкого уезда. 
В состав Рябцевского сельсовета вошли следующие населённые пункты: Рябцево, Песочня , Придача, Косилово, Бутырки, Нероновка, Машкино, Яблоновка, Вараксино, Станки, Митюринка.

## Население
| 2002 | 2010 |
| ---- | ---- |
| 7    | ↗11  |